# Hennie Strålhammar
Hennie Elisabeth Strålhammar, född 23 augusti 1907 i Degerfors socken, Västerbotten, död 1977, var en svensk skulptör och målare. 
Hon var dotter till sågverksägaren Johan Persson Lundström och Alma Lundgren.

## Biografi
Strålhammar studerade vid Tekniska skolan i Stockholm 1934–1935 och vid Académie de la Grande Chaumière i Paris 1936-1937. Hon företog studieresor till Ungern och Tyskland 1932 samt till Belgien, Nederländerna, Frankrike och Österrike 1933. 
Separat ställde hon ut på Samlaren i Stockholm, Galleri Aveny i Göteborg, Galerie Æsthetica i Stockholm och Galleri S i Stockholm. Tillsammans med Fredrik Henkelmann ställde hon ut på Borås konsthall 1950 och hon medverkade med ett tiotal skulpturer på konstsalongen Paletten i Stockholm 1941. Hon medverkade i ett flertal samlingsutställningar bland annat i föreningen Svenska konstnärinnors utställning i Hamburg 1959 och Liljevalchs Stockholmssalong 1961–1962 och 1964.
Hon tilldelades ett resestipendium från Stockholms stad.
Förutom skulpturer och väggreliefer består hennes konst av tavlor skildrande blommor, bakgårdsscener, barn i olika miljöer och stilleben.  
Strålhammar är representerad vid Stockholms stadsmuseum med gouachen Stilleben.